# Schloss Wolfshagen (Prignitz)

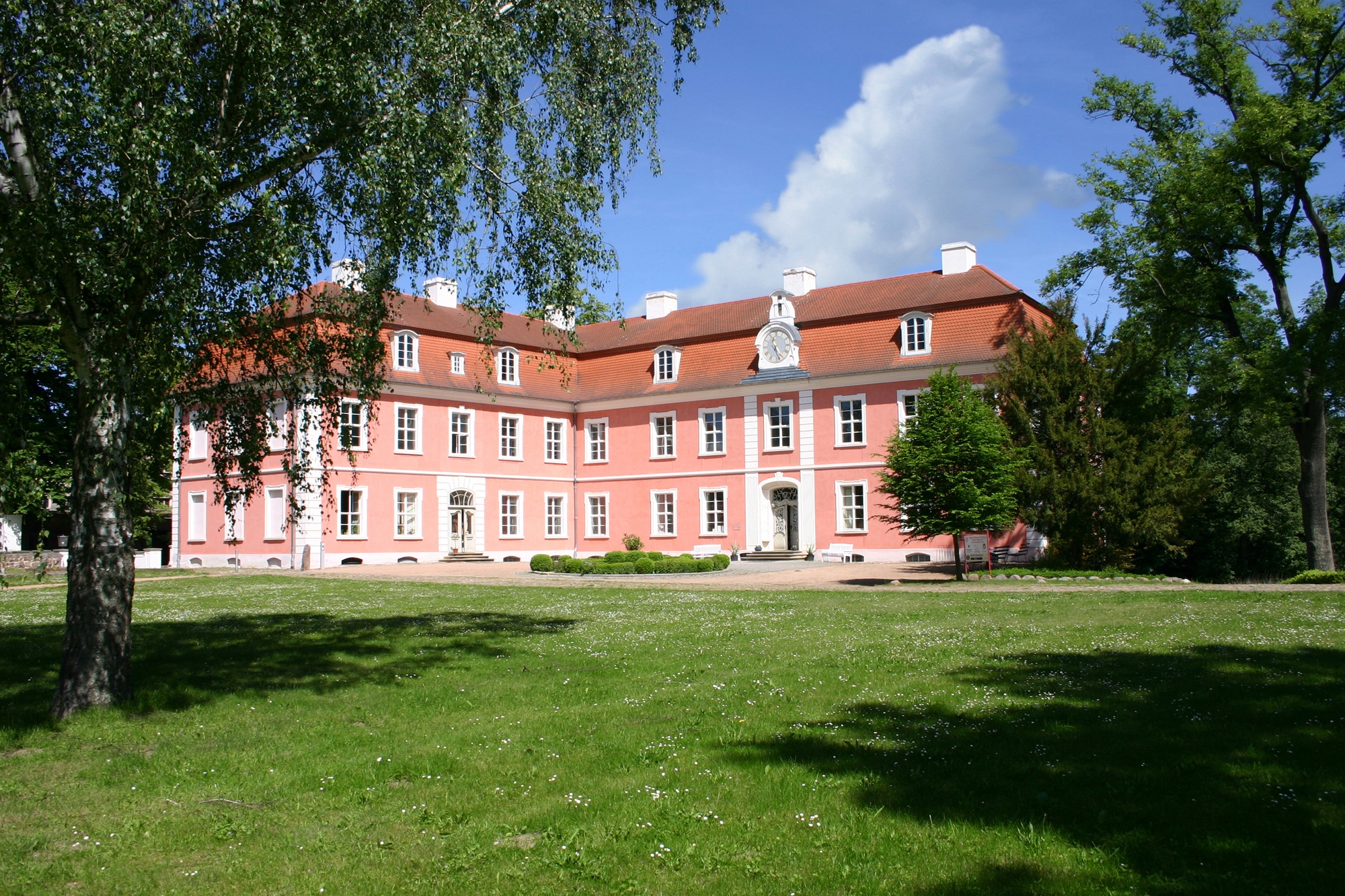
Schloss Wolfshagen von Süden

Das Schloss Wolfshagen steht im gleichnamigen Ortsteil der Gemeinde Groß Pankow etwa acht Kilometer westlich von Pritzwalk im Nordwesten Brandenburgs. Das Schloss liegt an der Stepenitz etwa vier Kilometer abseits der B 189. Es dient heute als Museum und wird für kulturelle Veranstaltungen wie Konzerte, Kunstausstellungen, Vorträge, Tagungen und Lesungen genutzt.

## Geschichte
Während des Wendenkreuzzuges von 1147 brachten die ursprünglich aus der Altmark stammenden Gans Edlen Herren zu Putlitz das Flussgebiet der Stepenitz unter ihre Herrschaft. Sie errichteten eine Wasserburg, von deren Gewölbe noch Reste im Westflügel des heutigen Schlosses erhalten sind. Um 1590 erfolgte eine Erweiterung der Burg zu einem vierflügeligen Renaissance-Schloss mit Wallanlagen, das nach dem Dreißigjährigen Krieg jedoch verfiel.

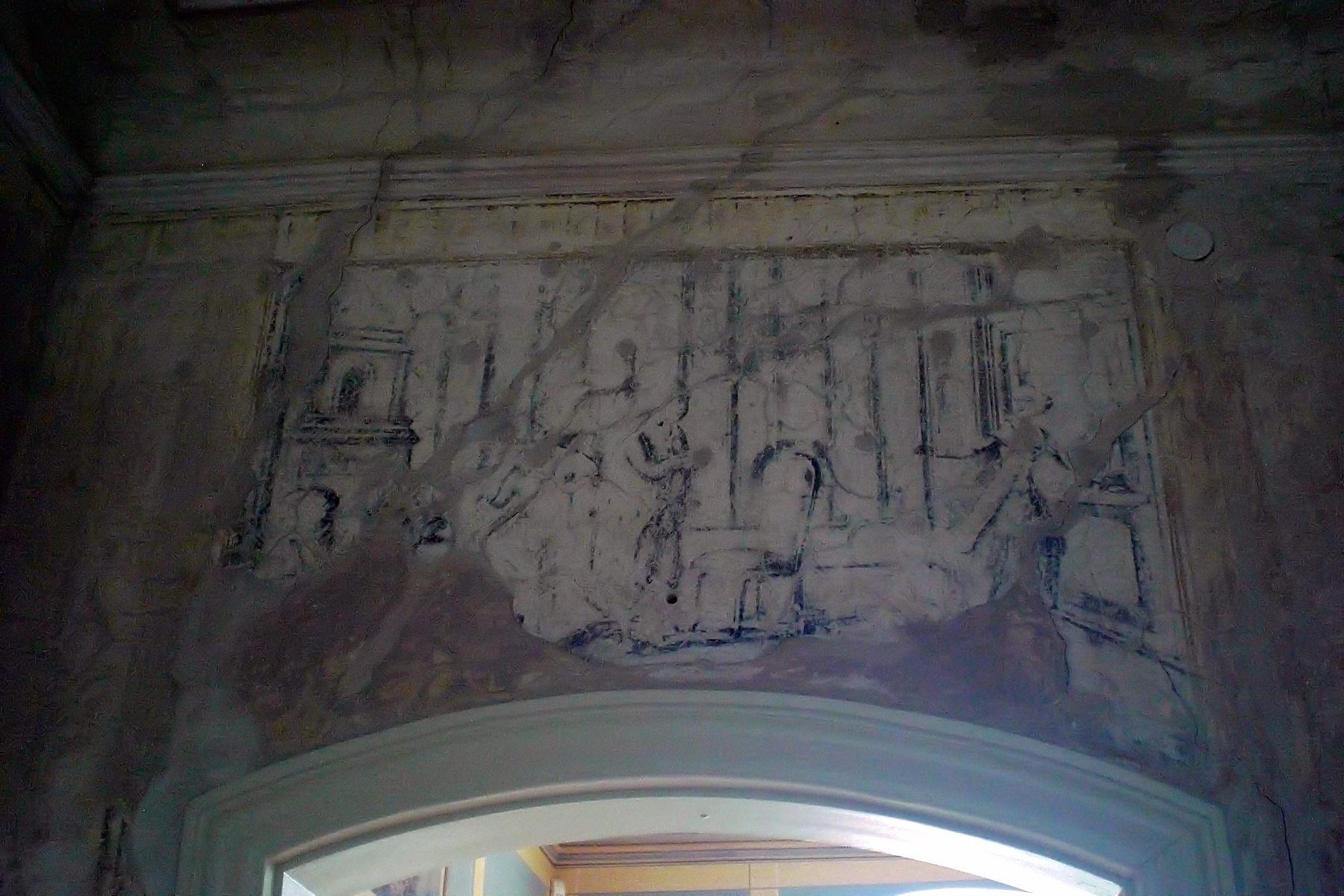
Grisaille-Malerei in der sogenannten Zweiten Prinzenstube

In der Zeit von 1771 bis 1787 ließ Albrecht Gottlob Gans Edler Herr zu Putlitz auf den noch vorhandenen Fundamenten eine spätbarocke Zweiflügelanlage errichten. Dabei entstanden neben den bemalten Leinwandtapeten in einigen Räumen auch wandfeste, zum Teil illusionistische Wand- und Deckenmalereien. In der sogenannten Zweiten Prinzenstube entstanden in den Supraportenfeldern über den Türen und Wandschränken Grisaille-Malereien mit Szenen nach populären Kupferstichen von Daniel Chodowiecki, was einmalig in der Kunstgeschichte der Mark Brandenburg sein dürfte. Andere Motive und vor allem die Ausmalung des Gartensaals mit allegorischen und gegenständlichen Motiven zu Friedrich dem Großen als Feldherrn erheben Wolfshagen in den Rang eines der frühesten Friedrich-Denkmäler Preußens. Die Malereien sind aber 1952 größtenteils zerstört worden.

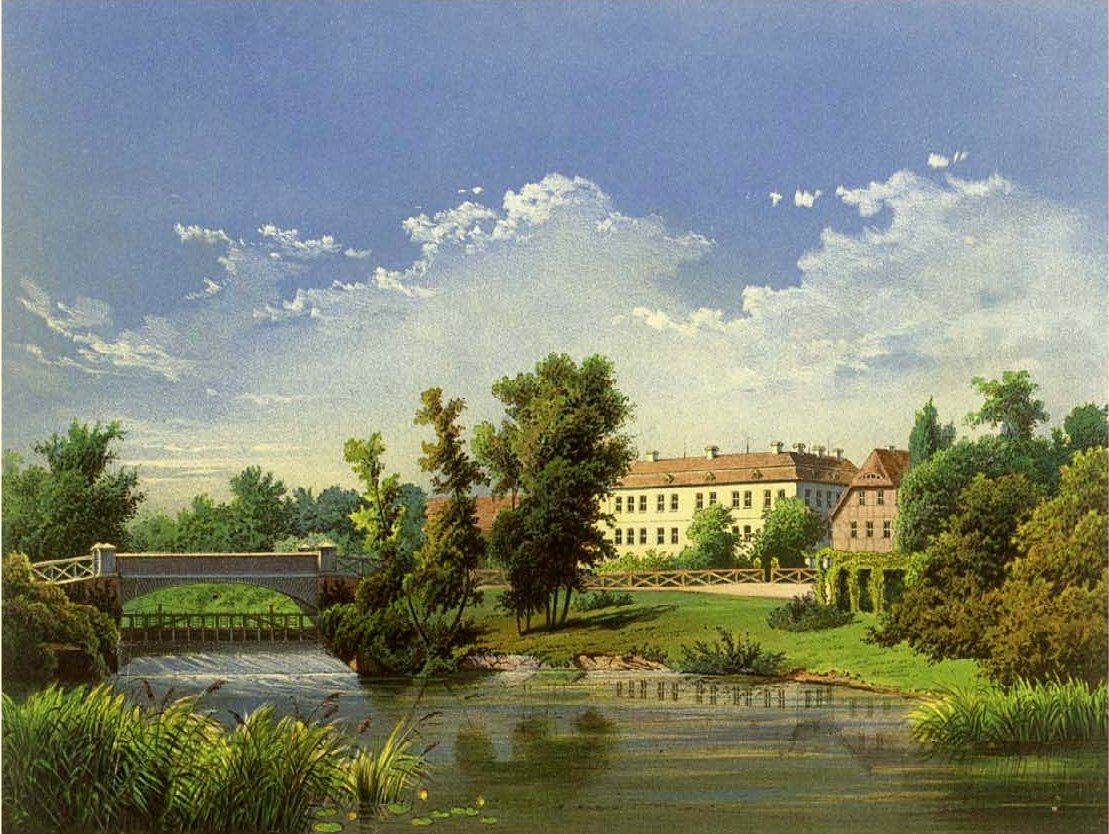
Schloss Wolfshagen um 1857/58, Sammlung Alexander Duncker

Im 19. Jahrhundert wirkten Albert Gans zu Putlitz (1821–1859), dann der Kammerherr und Erbmarschall Hermann Gans zu Putlitz, der ohne Nachfahren blieb, und folgend dessen Neffe Wedigo (1850–1909) als Gutsherren. Letzterer war Kavallerieoffizier, lernte Landwirtschaft auf Gut Putlitz-Philippshof, Rechtsritter des Johanniterorden sowie Stiftshauptmann von Klosterstift Marienfließ.
In den 1850er Jahren schuf Peter Joseph Lenné beidseits der Stepenitz einen Landschaftspark, und Hans Albrecht zu Putlitz (1882–1947) ließ die Fassade des Schlosses im Jahr 1911 im Stil des Neubarocks umgestalten sowie vor das Schlossportal einen von dorischen Säulen gestützten Altan anbauen. 1914 umfasste das Rittergut Wolfshagen mit den Vorwerken Horst-Dannhof, Hellburg und Horst exakt 1928 ha. Hans Albrecht setzte seine Kinder Carla, Wedigo und Hans Hermann noch zu Lebzeiten als Mitinhaber und Erben ein. Das Rittergut von Hans Albrecht Gans Edler Herr zu Putlitz hatte vor der Weltwirtschaftskrise 1929 eine Größe von 2010 ha und wurde mit einem Administrator verwaltet. Dies spricht dafür, dass seitens eines Kreditgebers, der Ritterschaftsbank oder deren Rechtsnachfolger zumeist, einige Auflagen bestanden.
Nachdem die Rote Armee im Oktober 1945 die Familie Gans zu Putlitz aus dem Schloss vertrieben hatte, wurde es geplündert. Im Jahr 1952 wurde es zu einer Schule umgebaut, wobei die barocken Leinwandtapeten, die beiden Innentreppen und das bis dahin noch erhaltene Herrschafts- und Familienarchiv zerstört wurden. In den 1960er Jahren wurden die aus dem 18. und 19. Jahrhundert stammenden Öfen und Kamine entfernt und 1969 der Altan abgerissen.
Obwohl die kleine Schlosskapelle aus dem 16. Jahrhundert 1975 unter Denkmalschutz gestellt worden war, wurde sie 1982 niedergelegt.
Noch ehe die Schulnutzung 1998 aufgegeben wurde, gründete sich 1995 der Förderverein Schlossmuseum Wolfshagen e. V., der heute das im Schloss untergebrachte Museum betreibt. Dieses konnte nach mehrjähriger Sanierung, unter anderem mit Hilfe der Deutschen Stiftung Denkmalschutz, eröffnet werden. Zum Erhalt des Schlosses trägt seit 2005 die von Bernhard von Barsewisch eingerichtete „Stiftung Schlossmuseum Wolfshagen“ bei.

## Schlossmuseum

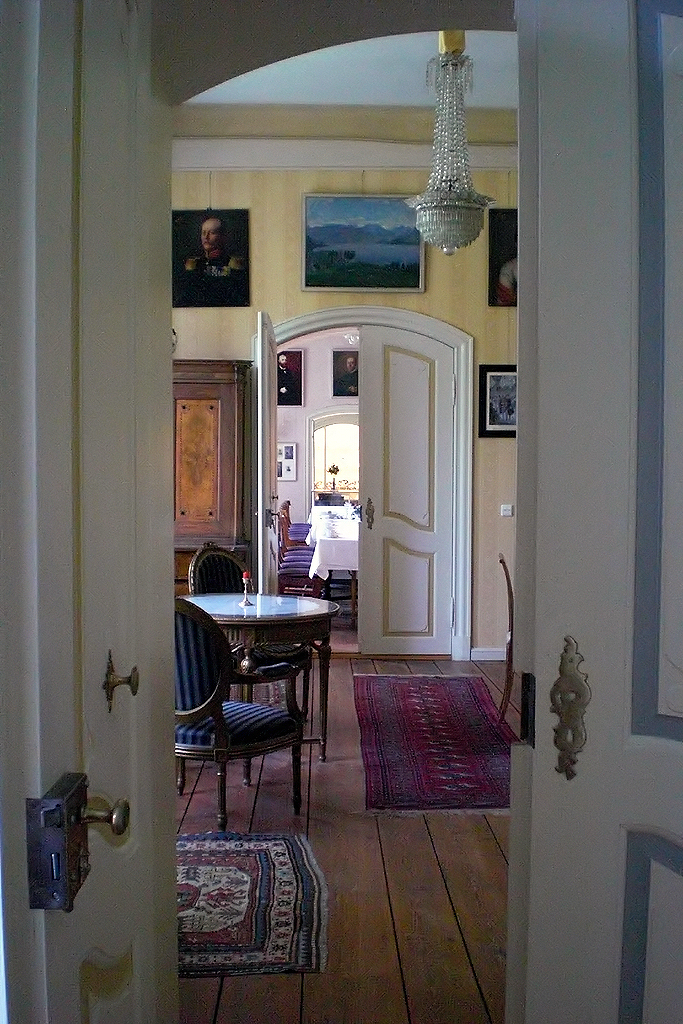
Blick durch die Ausstellungsräume

Im Erdgeschoss werden Einrichtungs- und Gebrauchsgegenstände sowie Jagdtrophäen und Ahnenbilder – besonders der Familien von Winterfeld, von Saldern, von Platen und von Königsmarck – sowie Hohenzollern-Porträts gezeigt. Sie stammen teilweise aus dem Schloss Wolfshagen und zu einem anderen Teil aus weiteren Gutshäusern der Familie Gans zu Putlitz oder anderen märkischen Herrensitzen. In dem 2002 neu gestalteten und geweihten Kapellenraum wurden wesentliche Teile der nach dem Abriss der alten Schlosskirche geretteten Original-Ausstattung – unter anderem die Gestühlswangen von 1572, Wappenschilde, Zeremonialhelme und das Taufbecken – integriert. Das Obergeschoss des Gebäudes beheimatet die Porzellansammlung Bernhard von Barsewischs. Sie ist Europas bedeutendste Sammlung von Gebrauchsgeschirr und mitteleuropäischer Blaumalerei aus über 50 europäischen Manufakturen und umfasst Stücke aus vier Jahrhunderten. In den Kellerräumen wurde ein DDR-Klassenzimmer eingerichtet, um an die langjährige Schulnutzung des Gebäudes zu erinnern. Eine Dauerausstellung veranschaulicht die Geschichte des bei Seddin gelegenen, fast 3000 Jahre alten sogenannten Königsgrabes von Seddin. Zu sehen sind dabei Kopien der 1899 aufgefundenen Grabbeigaben, deren Originale sich im Märkischen Museum in Berlin befinden.